# ياسوشي كيدو
ياسوشي كيدو (باليابانية: 木戸 康史) (14 يونيو 1982 في إيباراكي في اليابان – )؛ هو لاعب كرة قدم سابق كان يلعب كلاعب وسط.